# Dystrykt Manufahi
Dystrykt Manufahi – jeden z 13 dystryktów Timoru Wschodniego, znajdujący się w południowej części kraju, posiadający dostęp do morza Timor. Stolicą dystryktu jest miasto Same, leżące 81 km na południe od stolicy kraju Dili. 
Graniczy z dystryktami: Manatuto od wschodu, Ainaro od zachodu oraz Aileu od północy.